# Xarxa de Turisme Industrial de Catalunya
La Xarxa de Turisme Industrial de Catalunya (coneguda amb l'acrònim XATIC), és una associació de municipis que aplega una gran part de l'oferta de turisme industrial d'aquest territori. El seu objectiu és generar una marca i una línia d'actuació comuna que sigui un instrument de projecció, d'atracció de visitants i de creació d'activitat econòmica i cultural a l'entorn del turisme industrial. La seu social està ubicada en un emblemàtic edifici d'estil modernista, la Masia Freixa, emplaçada al Parc de Sant Jordi de la ciutat de Terrassa.

## Història
El projecte comença a gestar-se el 2005, amb la signatura per part de 19 alcaldes del conveni per a la implantació d'un Pla de Dinamització del Turisme Industrial i de la innovació tecnològica de Catalunya. La gestió d'aquest Pla demana que els socis del projecte s'agrupin en un únic ens, neix l'associació Xarxa de Turisme Industrial de Catalunya – XATIC. L'assemblea constituent se celebra el dia 27 de febrer de 2006 a Terrassa; i els estatuts es publiquen al Butlletí Oficial de la Província el dia 2 de març de 2006.
Els municipis fundadors són: Àreu (EMD d'Alins), Bellmunt del Priorat, Capellades, Cardona, Castellar de n'Hug, Castelló d'Empúries, Cercs, Esparreguera, Granollers, Igualada, Manlleu, Manresa, Palafrugell, Puig-reig, Sant Sadurní d'Anoia, Santa Coloma de Cervelló, Sils, Terrassa i Vilanova i la Geltrú.
A maig 2014, els municipis que formen la XATIC eren Àreu, Ascó, Bellmunt del Priorat, Capellades, Cardona, Castelló d'Empúries, Cercs, Esplugues de Llobregat, Granollers, Guardiola de Berguedà, Igualada, Manresa, Montcada i Reixac, Palau-solità i Plegamans, Sant Sadurní d'Anoia, Tavascan i Terrassa; així com l'Agència de Desenvolupament del Berguedà.
Indústria Viva és un programa desenvolupat per la XATIC que té com a objectiu apropar les empreses catalanes al públic, fent possible visitar les seves instal·lacions i conèixer en directe els processos de fabricació dels seus productes. També s'hi contemplen alguns centres de recerca i d'innovació tecnològica que volen obrir les portes a visites escolars, professionals o turístiques.

## Turisme Industrial
Les primeres formes de turisme que van aparèixer a la segona meitat del segle xx, basades sobretot en les estades de descans a prop del mar, han donat pas a noves fórmules amb el pas dels anys. Actualment, per molt que la platja mantingui el seu atractiu, moltes persones busquen el turisme de descoberta, d'experiències, d'aprenentatge i coneixement, més superficial o més exhaustiu, d'un lloc o d'una època.
En aquesta tendència s'emmarca el creixent interès pel passat industrial de tot Europa, que es concreta, d'una banda, en el patrimoni industrial recuperat com a elements museístics, i de l'altra banda, en visites a la indústria activa. A determinats països europeus (Regne Unit, Alemanya, França…) ja fa dècades que treballen en la restauració, museïtzació i difusió del patrimoni industrial.
La singularitat del projecte XATIC és que no es basa en un sistema de museus o d'elements patrimonials, sinó en una xarxa de municipis amb patrimoni industrial o indústries visitables que, amb independència de qui n'és el propietari, volen utilitzar aquest patrimoni com a element d'atracció del turisme cultural. Es tracta, en definitiva, d'anar més enllà d'incrementar el nombre de visitants del museu o recurs: l'objectiu final és la promoció turística, és a dir, econòmica, del municipi.

## Club XATIC
El Club XATIC és un projecte de l'associació per tal de potenciar i afavorir la fidelització de les persones interessades en el Turisme Industrial de Catalunya. Els seus membres ho són de forma individual i gratuïta i pel fet de ser-hi disposen d'un carnet que els identifica. Aquest carnet els dona dret a tot un seguit d'avantatges tant en els centres visitables associats a la xarxa, com en els establiments que s'hi han adherit. Actualment el club compta amb més de 8.300 socis i avantatges en més de 80 destinacions i establiments.

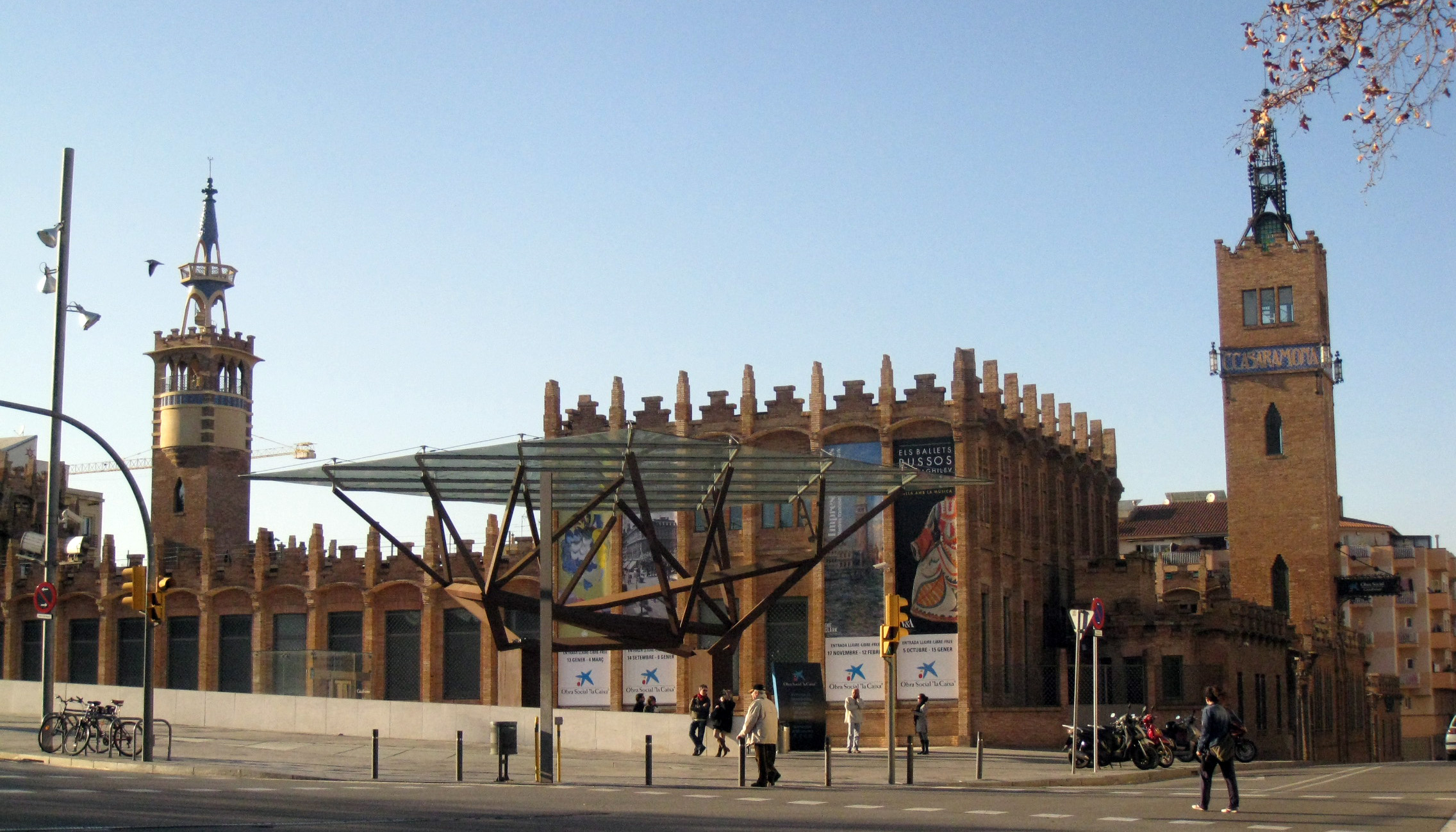
Fàbrica Casaramona, seu del CaixaForum Barcelona

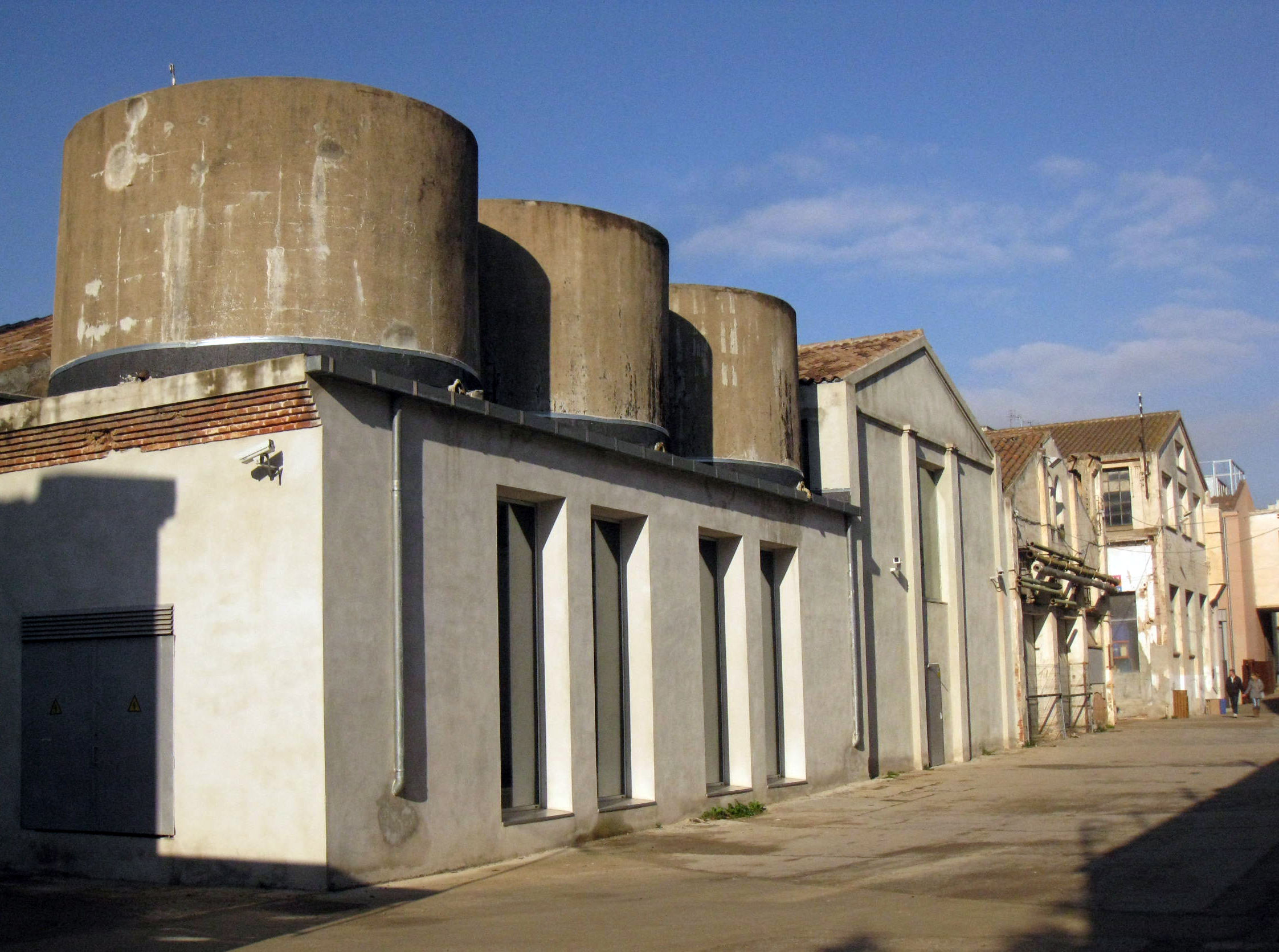
Antiga fàbrica Roca Umbert (Granollers)

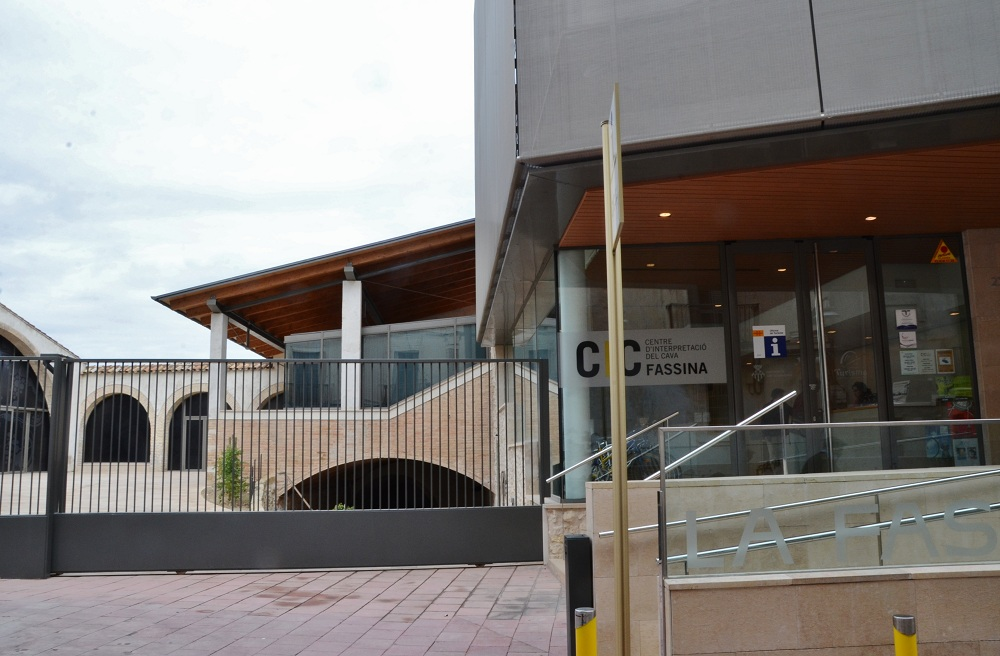
Fassina de Can Guineu, actual Centre d'Interpretació del Cava (Sant Sadurní d'Anoia)

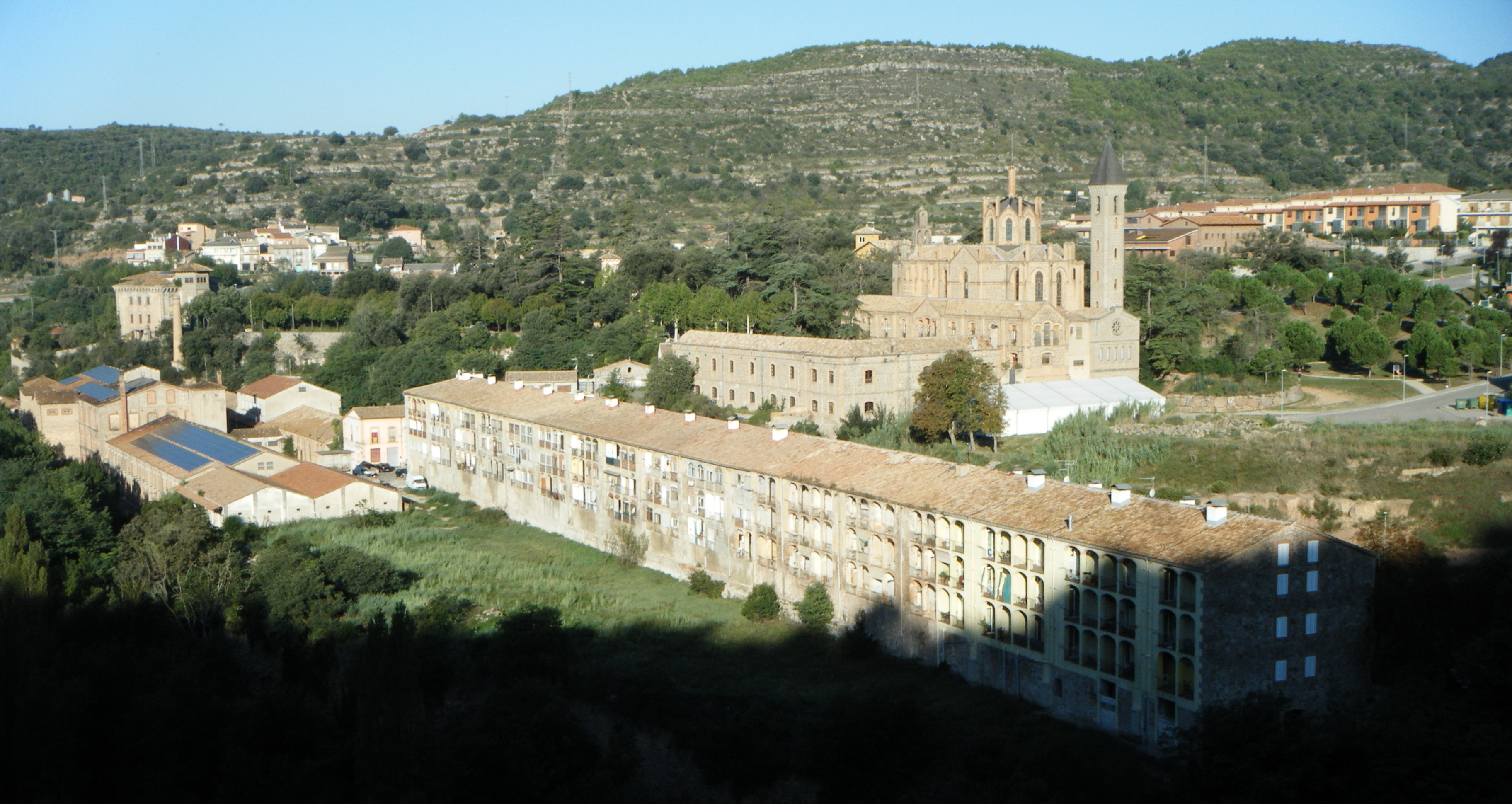
Colònia Pons (Puig-reig)

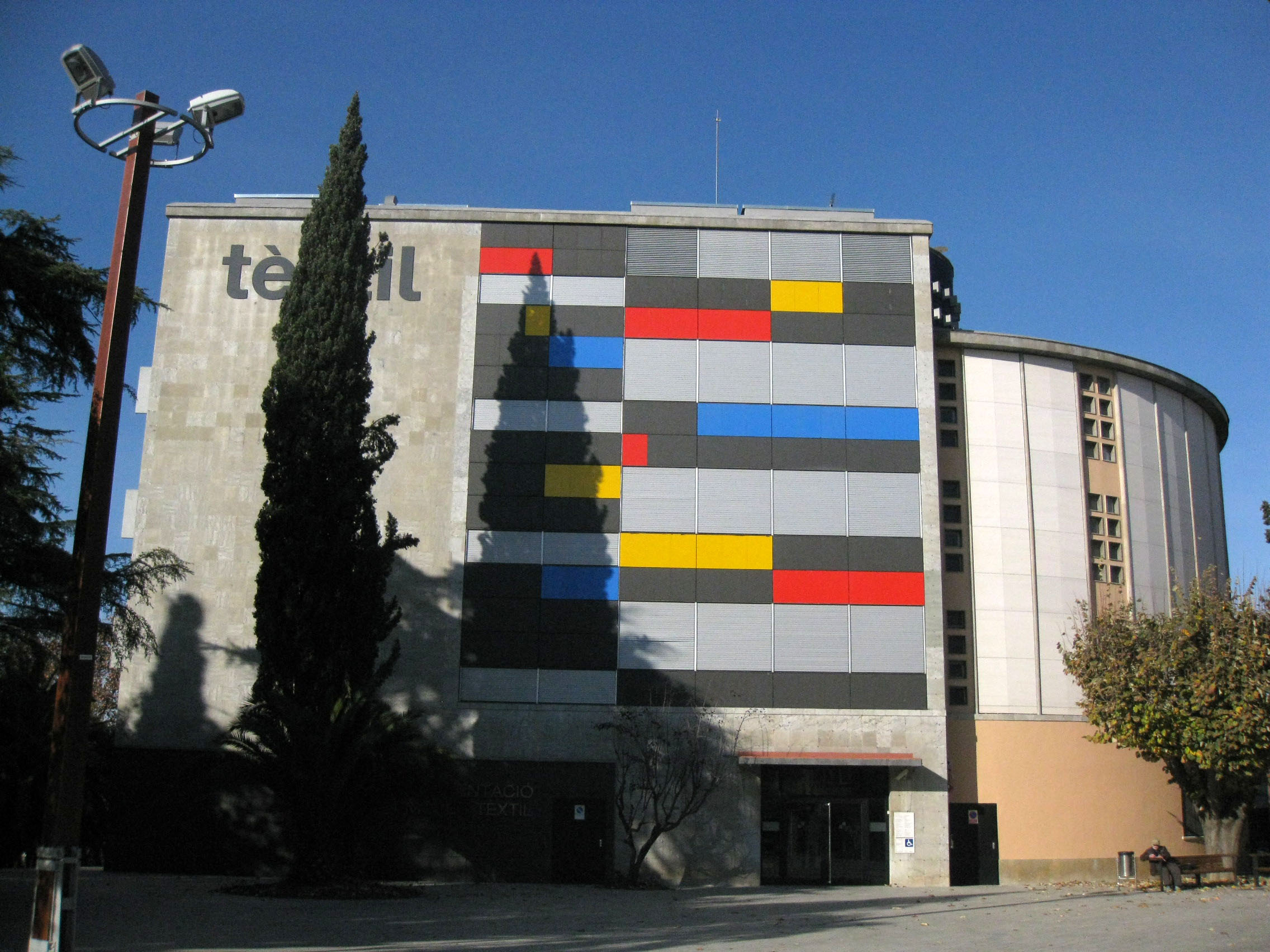
Centre de Documentació i Museu Tèxtil (Terrassa)

1.- Agramunt